# Горбунов, Владимир Иванович (военный)
Владимир Иванович Горбуно́в (1918, Омск — 18 апреля 1945, Зееловские высоты, нацистская Германия) — майор, командир 1-го стрелкового батальона 283-го гвардейского стрелкового полка 94-й гвардейской стрелковой дивизии 5-й ударной армии 1-го Белорусского фронта, Герой Советского Союза.

## Биография
Родился в 1918 году в городе Омске. Выпускник Омского технологического техникума.
В 1938 году вступил в Красную Армию. В 1941 году закончил Рязанское артиллерийское училище и стал командиром миномётной роты. В 1942 году после окончания курсов «Выстрел» был назначен командиром батальона.
В 1943 году батальон Горбунова захватил позиции противника между Курской и Орловской областями. За успехи в сражениях Курской битвы Горбунов был награждён Орденом Красного Знамени.
Зимой 1944 года батальон Владимира Ивановича Горбунова героически прорвал оборону противника у реки Висла около Варшавы.
14 января 1945 года батальон переправился через реку Пилица и овладел крупным узлом сопротивления.
27 февраля 1945 года Владимиру Ивановичу Горбунову было присвоено звание Героя Советского Союза, однако Горбунов погиб до получения награды. Когда оставалось меньше месяца до окончания войны, при прорыве немецкой обороны на Зееловских высотах Горбунов был смертельно ранен осколком и скончался 18 апреля 1945 года.
Похоронен в городе Дембно в Польше.

## Память
- В честь Владимира Ивановича Горбунова названа школа № 19 и улица в Кировском округе Омска.
- Горбунов навечно зачислен в списки личного состава 283-го гвардейского мотострелкового Берлинского Краснознамённого, ордена Богдана Хмельницкого полка.